# Leptanilloides
Leptanilloides Mann, 1923 è un genere di formiche della sottofamiglia Dorylinae.

## Biologia
Le informazioni riguardo alla biologia di questo genere sono pressoché sconosciute. Presenta abitudini sotterranee.

## Distribuzione
Il genere è presente in Centro America e Sud America.

## Tassonomia
Il genere comprende 19 specie:
- Leptanilloides amazona (Brandão, Diniz, Agosti & Delabie, 1999)
- Leptanilloides anae (Brandão, Diniz, Agosti & Delabie, 1999)
- Leptanilloides atlantica Silva et al., 2013
- Leptanilloides biconstricta Mann, 1923
- Leptanilloides caracola Donoso, Vieira & Wild, 2006
- Leptanilloides chihuahuaensis MacGown et al., 2015
- Leptanilloides copalinga Delsinne & Donoso, 2015
- Leptanilloides erinys Borowiec & Longino, 2011
- Leptanilloides femoralis Borowiec & Longino, 2011
- Leptanilloides golbachi (Kusnezov, 1953)
- Leptanilloides gracilis Borowiec & Longino, 2011
- Leptanilloides improvisa Brandão, Diniz, Agosti & Delabie, 1999
- Leptanilloides legionaria Brandão, Diniz, Agosti & Delabie, 1999
- Leptanilloides manauara (Brandão, Diniz, Agosti & Delabie, 1999)
- Leptanilloides mckennae Longino, 2003
- Leptanilloides nomada Donoso, Vieira & Wild, 2006
- Leptanilloides nubecula Donoso, Vieira & Wild, 2006
- Leptanilloides prometea Delsinne & Donoso, 2015
- Leptanilloides sculpturata Brandão, Diniz, Agosti & Delabie, 1999